# جان لکس
جان لکس (انگلیسی: John Lax; ۲۳ ژوئیهٔ ۱۹۱۱ – ۱۴ ژوئیهٔ ۲۰۰۱) بازیکن هاکی روی یخ اهل ایالات متحده آمریکا بود.